# Jurande
Sous l'Ancien Régime, on appelait jurande un corps de métier constitué par le serment mutuel que se prêtaient, chaque année dans la plupart des cas, les maîtres : serment d'observer les règlements, mais aussi serment de solidarité et de morale professionnelle. La charge de juré était conférée par élection à un ou plusieurs membres d'une corporation, choisis pour la représenter et défendre ses intérêts. Ils devaient aussi veiller à l'application du règlement intérieur.
À compter de la période correspondant au règne de Saint-Louis, les jurés étaient en quelque sorte les gardes du métier, les inspecteurs du travail et les protecteurs du personnel ouvrier. Du serment prêté par tous les membres d'une corporation dérivent les mots « juré » et « jurande ».
Les jurandes ont été supprimées par Turgot par un édit de février 1776, abrogé en août 1776. Elles ont été définitivement supprimées comme les autres corporations par le décret d'Allarde des 2 et 17 mars 1791, confirmé par la loi Le Chapelier du 14 juin 1791.

## Rôle
Les jurés étaient chargés de visiter les maîtres et de vérifier la qualité des ouvrages ainsi que de présider toutes les cérémonies d'entrée dans la corporation. Ils étaient le plus souvent élus par l'assemblée des maîtres et nommés par les autorités publiques. Leurs mandats étaient généralement courts, un an. 
Les jurandes constituaient un obstacle à l'utilisation d'une main d'œuvre docile et bon marché par la bourgeoisie industrieuse naissante .

### Charpentiers et maçons
Les jurés des charpentiers et ceux des maçons étaient nommés à vie, tandis que dans tous les autres métiers, ils étaient élus pour deux années seulement par l'assemblée des maîtres. Les charges de jurés-charpentiers et maçons étaient donc de véritables offices. Charles VI en défendit la vente. 

### Orfèvres
De 1275 (1313 pour l'or) jusqu'à la Révolution, les jurandes des orfèvres sont les garantes du titre de l'ouvrage réalisé par l'orfèvre ; un poinçon « de jurande » atteste cette garantie. La vérification du titre des pièces est alors confiée à des fonctionnaires.